# Bonaventura Berlinghieri
Bonaventura Berlinghieri o Bonaventura di Berlinghiero (Lucca, 1210 circa – 1287 circa) è stato un pittore italiano.

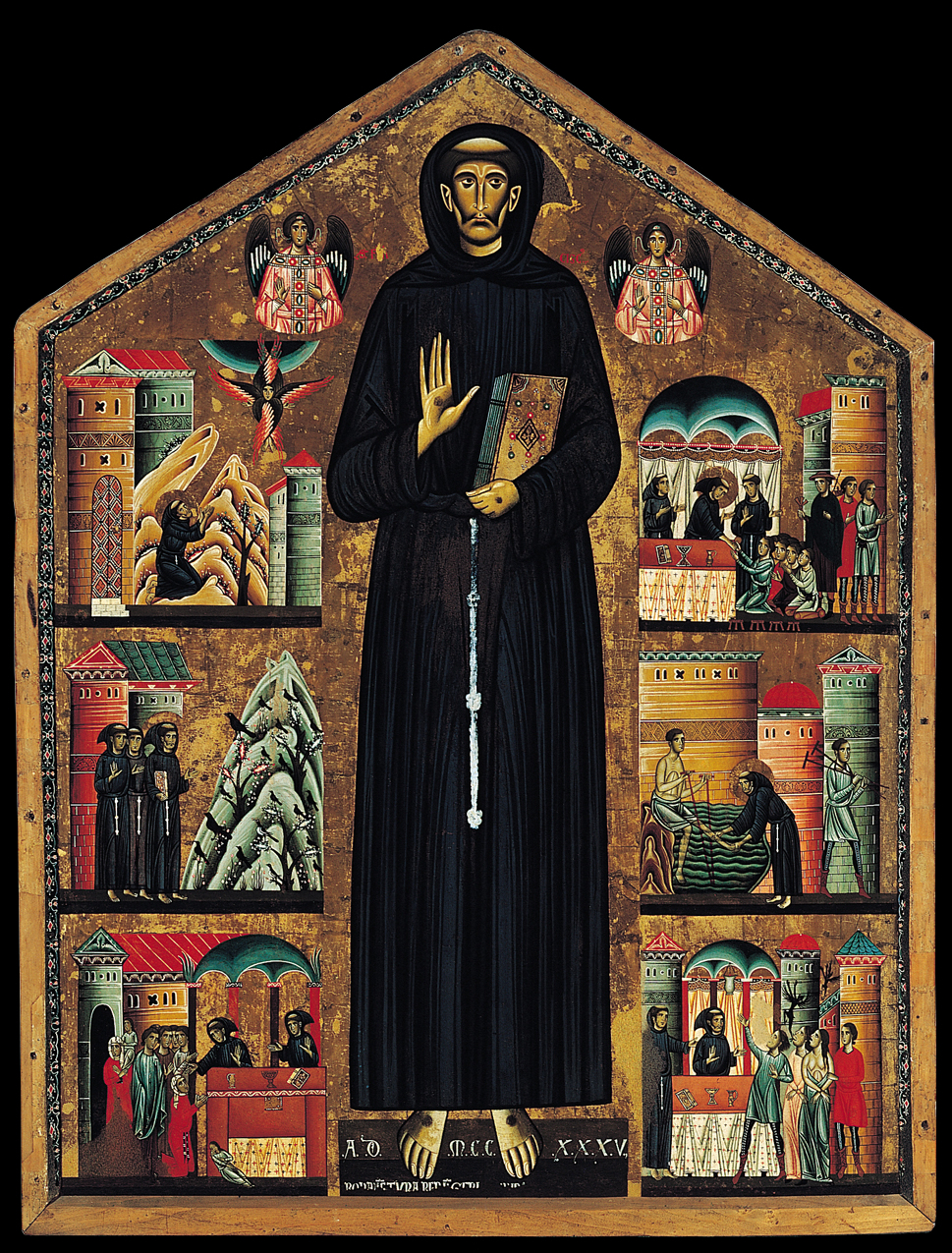
San Francesco e storie della sua vita, pittura su tavola, 1235, altezza 160 cm, chiesa di San Francesco, Pescia

Figlio di Berlinghiero Berlinghieri operò probabilmente assieme al padre. I documenti sulla sua attività vanno dal 1228 al 1274.

## Opere
La sua attività artistica giovanile è segnata dalla figura di san Francesco, di cui il pittore realizza ben tre effigi, due eseguite nel 1235, uno per Pescia e l'altro per la chiesa di Guiglia, a Modena.
Tra le opere da citare il San Francesco e storie della sua vita, firmata e datata 1235, dossale d'altare su tavola lignea conservato nella chiesa di San Francesco a Pescia. Si tratta forse della prima tavola agiografica a noi pervenuta dedicata al santo di Assisi, che viene raffigurato in piedi al centro della tavola, in una posa rigidamente ieratica e frontale, affiancato da sei episodi della sua vita.
Una seconda tavola a lui attribuita e dipinta nel 1228 si trovava nella chiesa pisana di San Miniato al Tedesco: la tavola, che recava la medesima struttura e riportava la stessa scelta degli episodi, è nota solo per la copia del cappuccino Zaccaria Boveri (1568-1638).
Le due tavole, più antiche di quella di Giunta Pisano conservata a Pisa nel Museo Nazionale di San Matteo, presentante la stessa struttura e la medesima scelta di episodi, ne fornirono il modello.
A lui è assegnato anche il Dittico della Crocifissione e della Madonna col Bambino e santi agli Uffizi.